# Торнедалци
Торнедалаци су потомци Финаца који су населили подручја данашње северне Шведске у непосредној близини Торнске долине и даље ка западу.

## Историја
Торнедалци су мигрирали из данашње југозападне Финске, углавном из Хаме и Карелије. Насељавање је почело од северног краја ботнијског залива и дуж речних долина река (Каликс , Торне и Кемијоки). Миграције су кренуле најкасније до почетка 14. века, ка подручјима која су Руси и Карели слабије контролисани.

## Популација
Шведска не препознаје мањинске групе на попису становништва, али се број људи који се изјашњава као „Торнедалци” обично креће између 30.000 и 150.000. Процену величине популације компликује чињеница да је подручје Торнедалаца удаљено и слабо насељено и посебно погођено урбанизацијом и незапосленошћу. Током 2006. године у Шведској је спроведено велико радијско истраживање, где су се људи изјашњавали да ли говоре фински/торнедалски језик. Резултат тога је да 469.000 особа у Шведској тврди да разуме или говори фински и/или торнедалски. Оних који кажу да говоре/разумеју торнедалски је између 150.000 и 175.000.